# Abadou
Abadou  (in arabo ابادو‎?) è un centro abitato e comune rurale del Marocco situato nella provincia di Al Haouz, regione di Marrakech-Safi. Conta una popolazione di 10 602 abitanti (censimento 2014).